# Ammersee
Ammersee er en sø  i i  Regierungsbezirk Oberbayern i  den tyske delstat Bayern; Den ligger sydvest for München mellem byerne Herrsching og Diessen. Med en længde på 16,2 km og en bredde på 5 km og et samlet areal på 47 km² er den en af de fem største søer i Tyskland. Den ligger  520 meter over havet og er 81 meter på det dybeste. Som andre bayerske søer er Ammersee dannet som følge af landskabsforandringerne  efter sidste istid. Ammersee får vand fra floden Ammer og løber ud  i Amper. I søen ligger øen  Schwedeninsel. Som nabosøen Starnberger See, som har en lignende størrelse og form, er den et  populært sted for vandsport. 
Ammersee og Amper er en del af en gammel keltisk ravrute, som gik gennem Brennerpasset, og derfor har de fået de navne, de har. 
I antikken lå den keltiske by Damasia nær søen. 

## Eksterne hwenvisninger
- Wikimedia Commons har flere filer relateret til Ammersee
- Information om området rundt om Ammersee
- Information om Herrsching ved Ammersee

48°00′N 11°07′Ø / 48.000°N 11.117°Ø